# Saint-Memmie
 Saint-Memmie  es una localidad y comuna de Francia, en la región de Champaña-Ardenas, departamento de Marne, en el distrito de Châlons-en-Champagne y cantón de Châlons-en-Champagne 4.

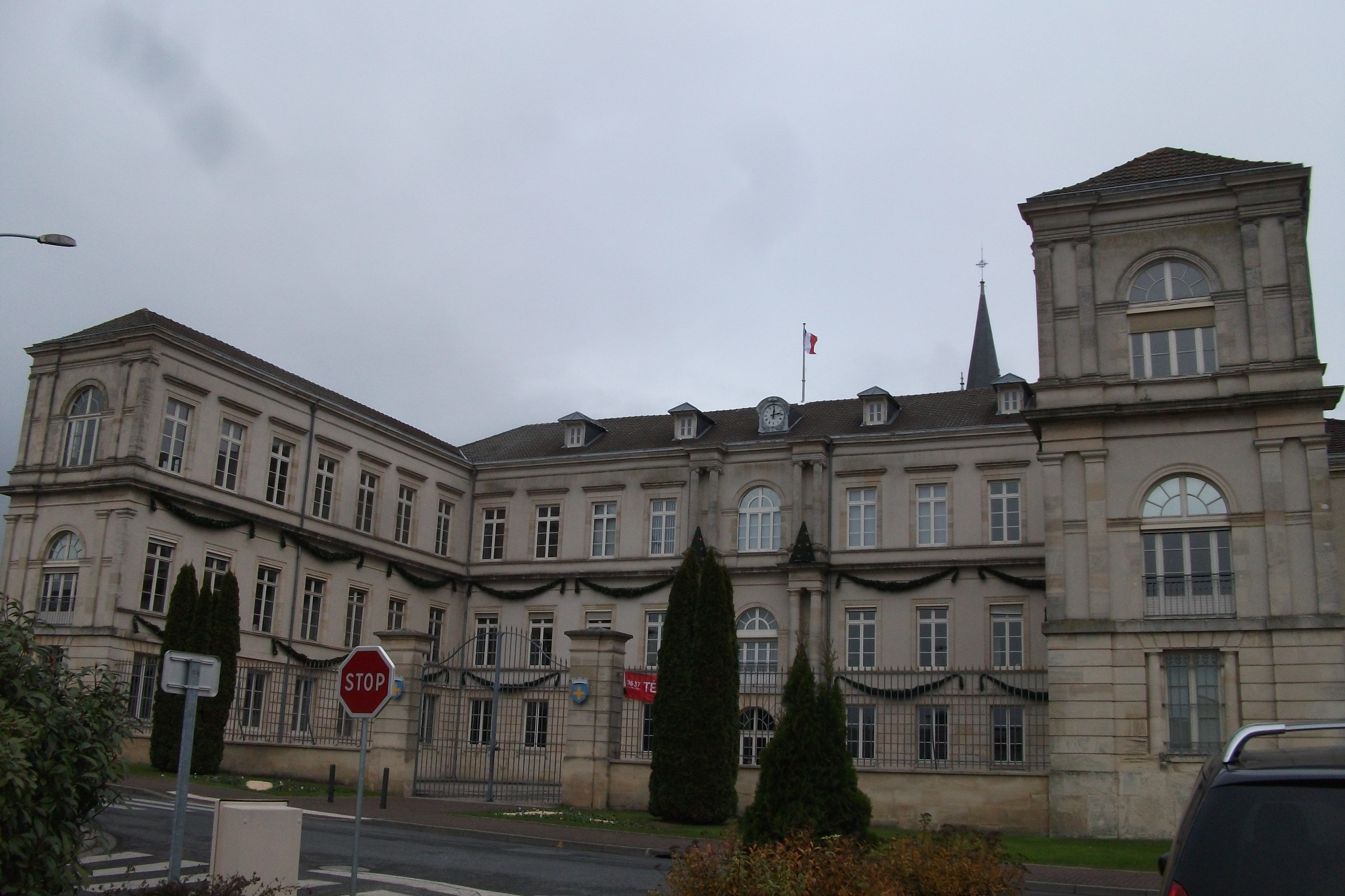

Su población en el censo de 1999 era de 5.670 habitantes. Forma parte de la aglomeración urbana de Châlons-en-Champagne.
Está integrada en la  Communauté d'agglomération de Châlons-en-Champagne .

## Demografía
| 2 032 | 2 355 | 6 591 | 6 654 | 6 070 | 5 670 |
| Para los censos de 1962 a 1999 la población legal corresponde a la población sin duplicidades (Fuente: INSEE [Consultar]) |       |       |       |       |       |